# 邓和平
邓和平，中华人民共和国政治人物、全国脱贫攻坚先进个人。

## 生平
邓和平任吉首市乾州街道关侯村驻村工作队队长兼第一书记，吉首市档案馆副科级干部。因在脱贫攻坚战中作出突出贡献，2021年2月25日全国脱贫攻坚总结表彰大会上，邓和平被授予“全国脱贫攻坚先进个人”。